# Vox AC30
Vox AC30 — семейство комбинированных ламповых гитарных усилителей. Оригинальный Vox AC30 был разработан в 1960 году британским конструктором Диком Денни; производство наиболее совершенной, классической конфигурации Vox AC30 Top Boost на дартфордской фабрике компании JMI началось в 1963 году. В первую половину 1960-х годов усилители Vox доминировали на британском рынке; благодаря сотрудничеству JMI с The Beatles, The Rolling Stones, The Shadows и десятками других исполнителей Vox AC30 приобрёл репутацию «голоса» «британского вторжения». Уникальный звуковой почерк AC30 был обусловлен особенностями выходного каскада, работающего в не типовом режиме AB, фирменным темброблоком Top Boost и разработанными специально для AC30 динамическими головками Celestion Blue.
После банкротства JMI в 1968 году торговая марка Vox несколько раз меняла владельцев. В 1970-е и 1980-е годы конструкция AC30 последовательно упрощалась, а качество её снижалось. Несмотря на это, производство АС30 в Великобритании продолжалось, с незначительными перерывами, до 2003 года. В 1994—2003 новый собственник марки, японская компания Korg, сумела восстановить качество и репутацию марки, и значительно увеличила продажи AC30. С 2004 года усилители AC30 производятся по заказу Korg в Китае компанией International Audio Group.

## Техническое описание
За более чем полвека производства были выпущены десятки конструктивных вариантов Vox AC30. Цифры 30 в обозначении модели указывают её выходную мощность в Вт, а литеры AC — аббревиатура англ. amplifier combination — её форм-фактор комбинированного усилителя («комбика»). Габаритные размеры AC30 — примерно 700×260×550 мм — остаются неизменными с середины 1960 года, а его внешний вид — с конца 1963 года (усилители 1959—1962 годов обтягивались не чёрным, а бежевым винилом и бежевой радиотканью). Масса производимых в XXI веке вариантов составляет 31…33 кг, масса ранних вариантов достигала 36 кг (80 фунтов).

Внутреннее устройство AC30 середины 1960-х годов

Корпус усилителя, собранный из прочной фанеры или МДФ, делится горизонтальной переборкой на два отсека. В открытом сзади нижнем отсеке установлены две двенадцатидюймовые динамические головки Celestion — либо Celestion Blue с магнитной системой из альнико, либо Celestion Green c керамическим магнитом. В авторском варианте Брайана Мэя используются головки обоих типов. В трудные для марки Vox 1970-е и 1980-е годы АС30 комплектовался и недорогими головками других марок; в XXI веке выпускались вариант AC30CC2 с головками Wharfedale и компактный вариант AC30CC1 с единственной головкой Celestion Neo Dog повышенной мощности.
В верхнем отсеке размещено шасси, несущее все электронные компоненты. В усилителях 1959—1993 годов применялось шасси L-образного профиля, составленное из двух «корыт». Нижнее, горизонтальное, «корыто» из стали несло на себе силовую начинку — трансформаторы, выпрямитель, сглаживающий фильтр питания и лампы выходного каскада. В верхнем, вертикальном, «корыте» из листового алюминия монтировались каскады предварительного усиления и выведенные наверх органы управления. Шасси в сборе легко выдвигалось из корпуса для обслуживания. В 1994 году конструкцию шасси упростили до единственного «корыта», размещённого вертикально вдоль задней стенки корпуса. В 2010 году начался выпуск усилителей с составным шасси, в которых на основном вертикальном «корыте» монтируются все компоненты, кроме ламп, а на приставном горизонтальном — только лампы. В классической максимальной конфигурации, сложившейся к концу 1963 года, и в её юбилейной реплике 2017 года используются одиннадцать ламп (GZ34, 4×EL84, 5×ECC83, ECC82), в «простых» конфигурациях 2000-х годов — восемь ламп (GZ34, 4×EL84, 3×ECC83), а в минималистском варианте Брайана Мэя (2006 год) — всего семь ламп, включая кенотрон.
Основа электронной схемы всех AC30 (исключая неудачный транзисторный вариант 1976 года) — двухтактный выходной каскад на четырёх миниатюрных пентодах EL84. Выходные лампы работают в пентодном включении, с автоматическим (катодным) смещением, в режиме AB, без отрицательной обратной связи. В классических вариантах 1960-х годов выходной каскад питался от выпрямителя на октальном кенотроне GZ34, нагруженного на дроссельный сглаживающий фильтр; в упрощённых вариантах 1973—1994 годов конструкторы вначале заменили кенотрон на диодный мост, а затем исключили из схемы дроссель. Управляющий выходными лампами фазоинвертор собран на лампе ECC83 по схеме дифференциального каскада. Каскады предварительного усиления собраны на лампах ECC83, модулятор тремоло — на лампе ECC82. Фирменная схема Top Boost (подъём верхних частот), заимствованная у Gibson, содержала дополнительный катодный повторитель на триоде, нагруженный на пассивный темброблок с взаимозависимыми регуляторами верхних и нижних частот. Схемотехническая сложность AC30 1960-х годов обусловлена громоздкой схемой вибрато-тремоло на трёх двойных триодах и большим количеством входных каналов, позволявшим подключать к одному усилителю две или три гитары. В моделях XXI века эта возможность, как правило, не предусмотрена.

## История производства и применения

### Идеи конструктора
В 1956 году дартфордский предприниматель Том Дженнингс (1917—1978), следуя новейшей музыкальной моде, занялся производством гитарных усилителей. Его ранние модели, построенные по типовым решениям для бытовой радиоаппаратуры, не отличались качеством звучания и не имели успеха на рынке. В то же самое время Дик Денни (1921—2001) — инженер военного завода, гитарист-любитель и старый знакомый Дженнингса — построил для себя необычный двухтактный гитарный усилитель. Оценив уникальный «голос» самоделки, Дженнингс нанял Денни для разработки серийного образца; в 1958 году компания Дженнингса JMI выпустила первые усилители по проекту Денни. Старшей моделью в тогдашней линейке JMI был пятнадцативаттный двухтактный Vox A.C.1, вскоре переименованный в Vox AC15 — непосредственный предшественник AC30.
В отличие от Лео Фендера, использовавшего разработанный до Второй мировой войны лучевой тетрод 6V6 в типовом пентодном включении, Денни применил в AC15 новейший в то время пальчиковый пентод EL84 в нестандартной, не предусмотренной справочниками конфигурации. EL84, самая мощная из миниатюрных ламп, имела высокий по меркам своего времени коэффициент полезного действия и высокие нелинейные искажения. В обычных усилителях искажения снижали, охватив выходной каскад петлёй отрицательной обратной связи. Денни считал, что в гитарном усилителе обратная связь нежелательна. Согласно его мнению, лампы выходного каскада должны «дышать свободно» и передавать в нагрузку весь спектр свойственных им гармоник.
Другой особенностью схемотехники Денни было автоматическое смещение выходных ламп и, вопреки общепринятому мнению, режим AB выходного каскада с нестандартным смещением. Усилитель, по словам Брайана Мэя, позволяет без усилий играть в пограничной зоне, где естественный тембр гитары только-только начинает «рассыпаться» (англ. break up) искажениями, сохраняя свойственную неискажённому звуку теплоту. Гитарист и эксперт компании Fender Ричи Флиглер описывал звучание AC30 как «нечто среднее между Джорджем Харрисоном и Брайаном Мэем. Он звучит тепло, чисто и „темнее“, чем Fender, и при этом способен „рыдать“ не хуже Marshall … AC30 всегда сохраняет свойственный ему почерк, всегда звучит как Vox». Оборотной стороной особенностей работы выходного каскада стали крайне низкий коэффициент полезного действия и частые отказы усилителей Vox. Лампы, постоянно работавшие на пределе допустимой мощности, и плохая вентиляция приводили к возгораниям. Джон Фогерти вспоминал, что в середине 1960-х годов случайно сжёг одолженный у товарища AC30 и вернулся к использованию этой модели лишь в 1997 году при записи альбома Blue Moon Swamp. Но и новый AC30, со слов Фогерти, грелся как раскалённая плита.
Необычным был и выбор топологии фазоинвертора. Типовые схемы усилителей на EL84 использовали в этой роли единственный триод с парафазной нагрузкой; Денни, наперекор традиции, применил дифференциальный каскад на двух триодах по схеме Mullard. Блок вибрато-тремоло, содержавший более семидесяти компонентов, был заимствован из схемы электрооргана Wurlitzer, а темброблока Top Boost — из схемы усилителя Gibson GA-70. Копируя схему Gibson, Денни пропустил содержавшуюся в ней ошибку — следствием этого стала странная, нелогичная взаимосвязь между регуляторами нижних и верхних частот.
В ранних усилителях Vox использовались динамические головки Goodmans Audiom и Celestion G12, но ни та, ни другая модель не удовлетворяли слух Денни. Опытным путём он подобрал наиболее благозвучную, подходящую для гитарного усилителя конструкцию громкоговорителя и организовал её выпуск на заводе Celestion. Новая головка (Celestion G12M, или Celestion Blue) получила магнитную систему из альнико, полностью закрытую защитным колпаком, и окрашивалась фирменной тёмной-синей эмалью. В 1960 году Celestion Blue стала основным вариантом комплектации усилителей Vox и остаётся им в XXI веке; она по-прежнему имеет репутацию одной из наиболее удачных и благозвучных гитарных головок и вносит свой вклад в характерное звучание флагманских вариантов AC30.
Парадоксально, но конструктор, отлаживавший свои усилители на слух и считавшийся в этом деле непререкаемым авторитетом, был почти глухим. Денни не слышал нормальную человеческую речь — собеседникам приходилось кричать на него. Инженер JMI Джон Орам, проработавший с Денни несколько лет, утверждал, что тот никогда не слышал и настоящий «голос» своих творений. Неспособный воспринять высокочастотные обертоны конструктор увеличивал их мощность до субъективно комфортного, сбалансированного уровня; в действительности же его усилители звучали непривычно звонко и агрессивно для своего времени. C точки же зрения слушателя конца XX века звучание ранних моделей Vox, не укомплектованных темброблоком Top Boost, было «тёмным», «джазовым»: в нём не было ярких обертонов, ставших позже нормой в рок-музыке

### Разработка и доводка AC30

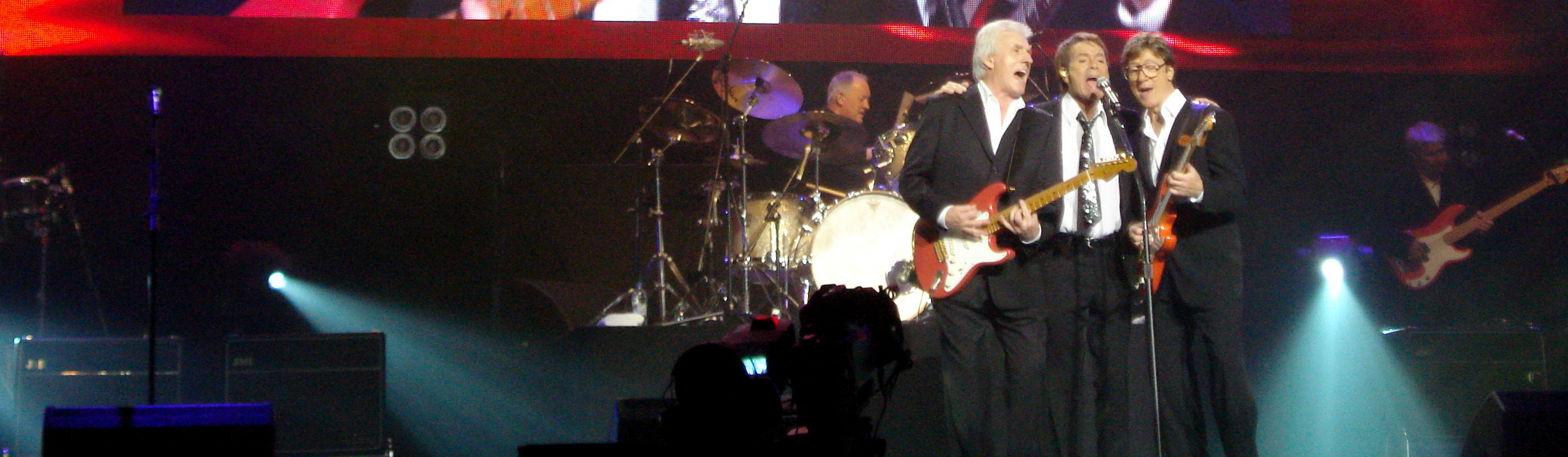
The Shadows — инициаторы создания Vox AC30. Фото 2009 года. В левом и правом углах сцены — три AC30

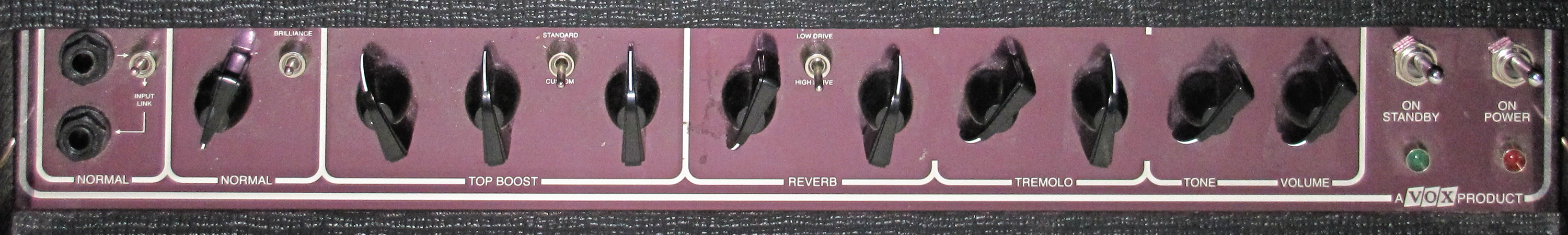
Панель управления выпускаемой с 2004 года модели Vox AC30CC2. Дизайн панели остаётся неизменным с начала 1960-х годов

Vox AC15 появился в удачный момент, когда спрос на британском рынке значительно опережал предложение. Американские усилители были недоступны из-за действовавших в 1950-е годы ограничений на импорт, а продукция европейских конкурентов не отличалась качеством. AC15 был востребован артистами всех популярных направлений — от джаза до скиффла и рок-н-ролла.
В 1959 году начинающая группа The Shadows обменяла свои старые усилители Selmer на комплект из трёх новейших Vox AC15. Рекламный контракт с The Shadows стал первым крупным успехом Дженнингса: выступавшая с Клиффом Ричардом группа быстро поднималась на вершину британской поп-музыки. Вскоре The Shadows предложили Денни построить новый, более мощный усилитель. Пятнадцативаттный AC15 был слишком слаб для больших залов, заполненных визжащими подростками: музыканты, вспоминал Брюс Уэлч, почти не слышали собственных гитар. Дженнингс отказался от работы, а Денни принялся конструировать новый усилитель вопреки воле босса. Узнав об этом, Дженнингс пришёл в ярость, но затем разрешил построить опытную партию из десяти усилителей. В начале лета 1960 года компания передала The Shadows первые образцы нового усилителя, получившего в серийном производстве обозначение AC30/4 (комбинированный, тридцативаттный, с четырьмя входами). В августе инструментальная композиция группы Apache, записанная с применением AC30, поднялась на первую строку британского хит-парада.
В проекте AC30 Денни пошёл по пути простого удвоения силовой части AC15. Оставив без изменения принципиальную схему предварительных каскадов и фазоинвертора, он увеличил число ламп выходного каскада с двух до четырёх, и добавил второй громкоговоритель. Ширина корпуса при этом увеличилась всего на 18 см. Практическая эксплуатация показала, что простого копирования схемы AC15 было недостаточно: входные пентоды EF86, прекрасно работавшие в AC15, в более вибронагруженном AC30 систематически самовозбуждались и приходили в негодность. Денни пришлось переработать схему и заменить более благозвучную, по его мнению, EF86 на триод 12AX7. До конца 1960 года исправленный вариант пошёл в серию под обозначением AC30/6 (с шестью входами и тремя входными каналами — нормальным, «ярким» и вибрато-тремоло). Впоследствии EF86 применялись лишь в юбилейной серии 2007 года. В 1961 году был выпущен «басовый» вариант AC30/6 Bass, в 1964 году «высокочастотный» вариант AC30/6 Treble — эти усилители отличались от базовой модели лишь величинами разделительных конденсаторов, определявшими полосу пропускания.
Следующим этапом усовершенствования AC30 стало доукомплектование уже выпущенных усилителей темброблоком, с помощью которого гитаристы могли бы не только уменьшать, но и увеличивать уровень высоких частот. Регулятор тембра первых АС30 позволял уменьшать, но не увеличивать уровень высоких частот, причём одновременно во всех каналах усиления; по мнению гитаристов The Shadows, этого было недостаточно. В ответ на их запросы в 1961 году компания выпустила приставку Top Boost — дополнительный темброблок на лампе 12AX7, который должен был монтироваться квалифицированным мастером между шасси и задней стенкой корпуса. Удачное с точки зрения звука решение на практике оказалось неудобным и небезопасным, и в 1963 году JMI начал выпуск вариант AC30/6 Top Boost, в которой темброблок размещался на шасси, а регуляторы тембра — на главной (и единственной) панели управления. Конфигурация этой панели оставалась неизменной до 2004 года. Характерное яркое звучание Top Boost можно услышать, например, в записанной 9 октября 1964 года Eight Days a Week.
К концу 1963 года окончательно сложился и внешний облик AC30: выбранные тогда цвета и фактуры отделки стали фирменным стандартом. В 1964 году JMI выпускала четыре варианта комбинированных C30/6: максимальную комплектацию Top Boost и три упрощённые комплектации — «басовую», «нормальную» и «высокочастотную», и полустек Top Boost Super Twin, комплектовавшийся ревербератором. Для британского рынка такое разнообразие было избыточным, и в 1965 году компания упростила ассортимент комбинированных AC30 до единственной базовой модели AC30/6 Twin Top Boost. Развитие классических Vox AC30 завершилось.

### Голос «британского вторжения»

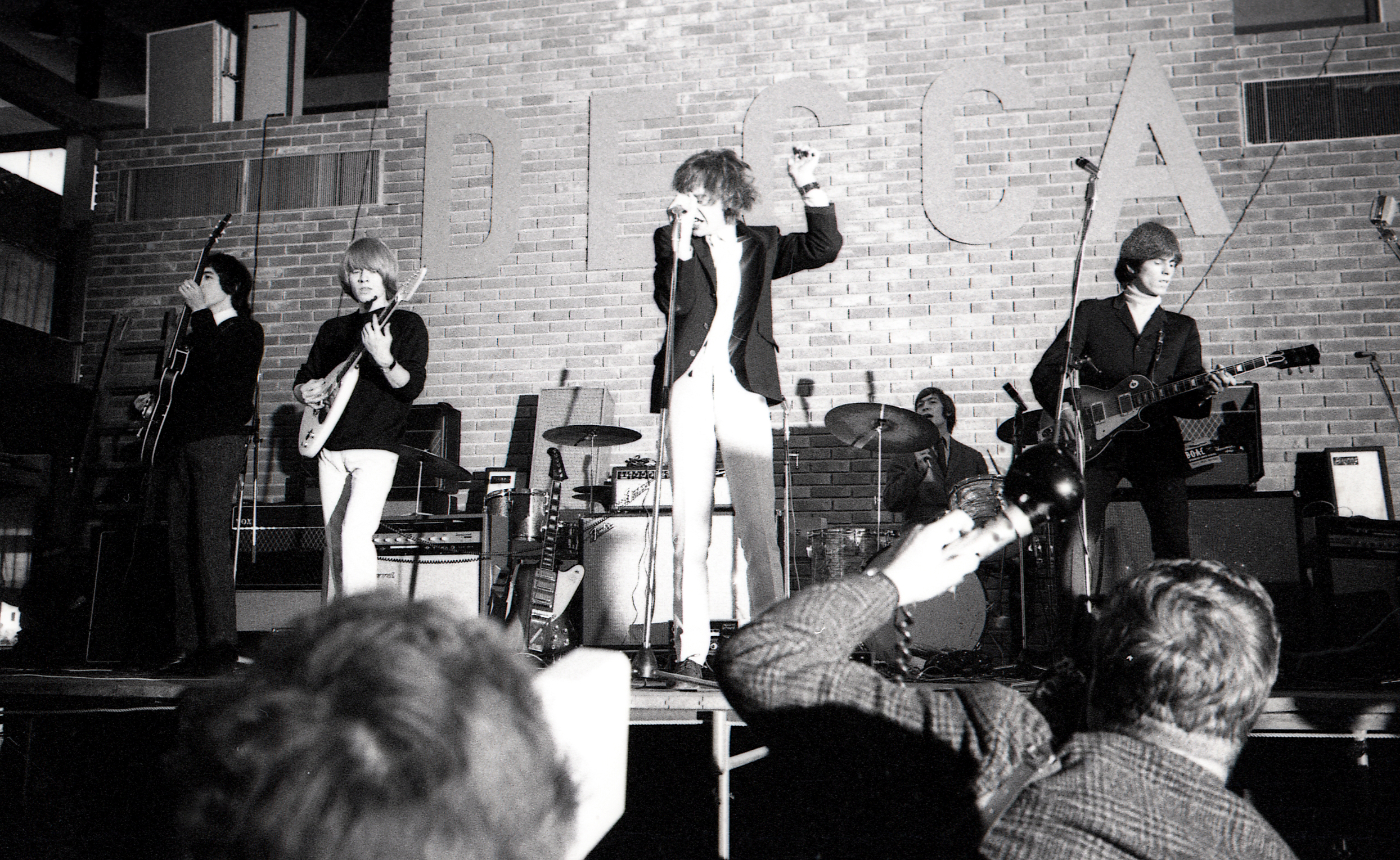
The Rolling Stones в Осло, 24 июня 1965 года. За спинами Билла Уаймена, Брайана Джонса (слева) и Кита Ричардса (справа) — три усилителя Vox AC30

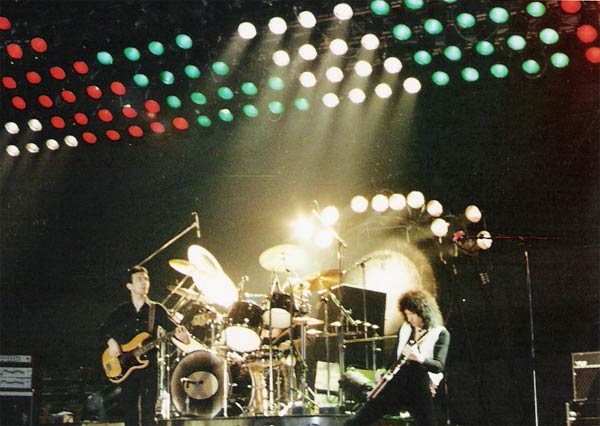
Queen в Ганновере, 1979 год. В правом нижнем углу — два AC30 Брайана Мэя. Мэй — не только многолетний эндорсер марки, но и разработчик нескольких минималистских вариантов AC30

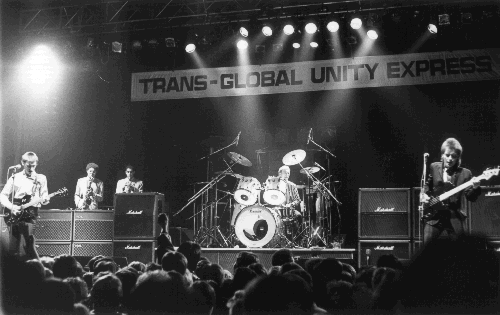
The Jam в Ньюкасле, 1982 год. Слева, за спиной Пола Уэллера — четыре усилителя Vox

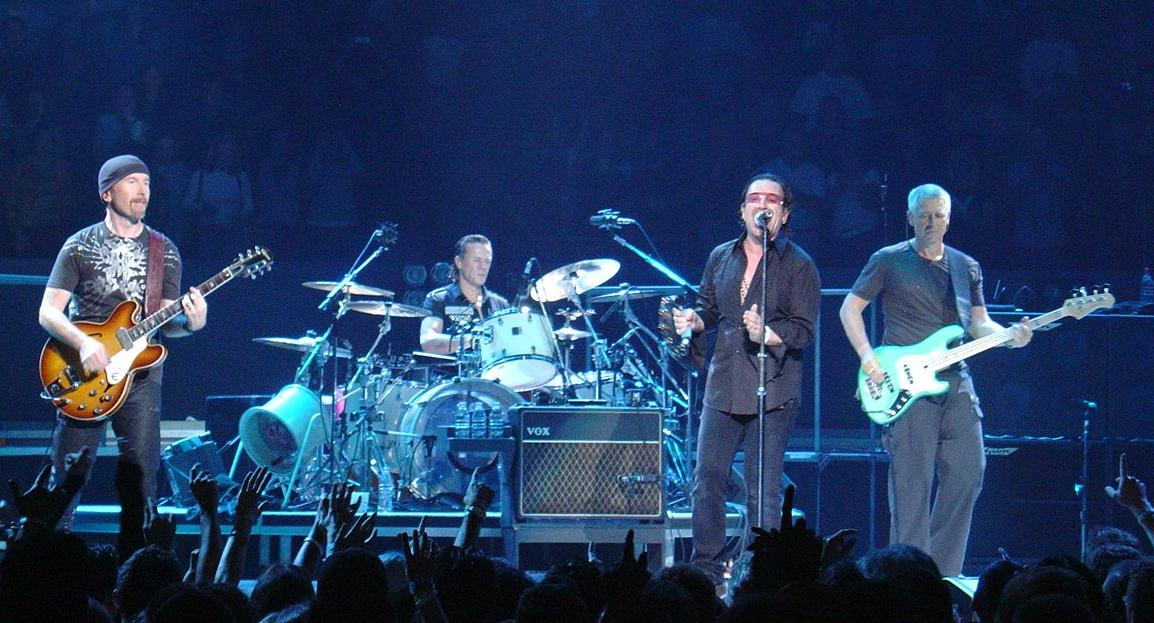
U2 в Нью-Йорке, 2005 год. В центре — AC30 Эджа. Именно AC30 «озвучивал» гитарные соло на всех студийных альбомах группы

Деловая стратегия Дженнингса опиралась на вербовку в ряды эндорсеров Vox всех сколько-либо популярных артистов. Менеджер JMI Чарли Корбетт разыскивал группы, ещё не сотрудничавшие с компанией, и предлагал им усилители и инструменты Vox в обмен на рекламный контракт. Наиболее перспективные команды получали аппаратуру Vox бесплатно, и вскоре она стала непременным реквизитом телевизионных шоу — её присутствие в кадре было одним из условий контракта. Рекламные развороты Vox в журналах середины 1960-х годов атаковали читателей фотографиями двадцати эндорсеров «первого уровня» и списком из ста «менее видных» исполнителей — в нём числились, например, Джин Винсент, Рой Орбисон, и исполнитель гитарного соло в «теме Джеймса Бонда» Вик Флик. Во второй половине 1962 года в рекламе впервые появилось имя The Beatles — пока мелким шрифтом.
В июле 1962 года Брайан Эпстайн, представлявший малоизвестную тогда группу, предложил JMI безвозмездно передать в распоряжение группы комплект новейших усилителей Vox. Вместо денег Эпстайн обещал лишь рекламный контракт; группу, уверял Эпстайн, ждало блестящее будущее. Дженнингс на словах отказался заниматься «филантропией», но в действительности был готов к сделке. Его лондонский агент Рег Кларк, уловив настрой хозяина, передал Джорджу Харрисону и Джону Леннону два новых Vox AC30/6 Twin Normal, укомплектованных схемой Top Boost. JMI получил право безвозмездно использовать образ The Beatles в своей рекламе, а группа обязалась не использовать гитарные усилители конкурентов. В начале 1963 года The Beatles вошли в двадцатку эндорсеров Vox и вскоре возглавили её. Группа соблюдала принятые обязательства до самого конца концертной деятельности. Однако уже в апреле 1964 года ей пришлось сменить AC30 на более мощные модели Vox: тридцативаттные усилители, как и пятнадцативаттные, не справлялись с озвучиванием больших залов, а на стадионах их и вовсе не было слышно.
Группа The Rolling Stones заполучила свой первый Vox AC30 в январе 1963 года — его принёс с собой бас-гитарист Билл Уаймен. Усилитель стоил более ста фунтов, что делало его недоступным для начинающих музыкантов (средняя заработная плата в Великобритании не превышала 800 фунтов в год). Уже тогда, вспоминал Кит Ричардс, AC30 был предметом культа:

«У Билла были усилители! … Vox AC30, которого никто из нас не мог позволить себе. Сработанный Дженнингсом в Дартфорде. Мы молились на него. Мы смотрели на него и падали на колени. Обладание им решало все проблемы… Это был ключевой момент: к нам приехал Билл Уаймен — точнее, к нам приехал его усилитель, а Билл всего лишь прилагался к нему.»
Оригинальный текст (англ.)Bill had amplifiers! … a Vox AC30 amplifier which was beyond our means to possess. Built by Jennings in Dartford. We used to worship it. We used to look at it and get on our knees. To have an amplifier was crucial … the crucial span when Bill Wyman arrived, or, more important, his Vox amplifier appeared and Bill came with it

Летом 1963 года Дженнингс заключил c группой соглашение. The Rolling Stones наконец-то обзавелись полноценным комплектом усилителей, а Брайан Джонс получил уникальную гитару Vox Teardrop в форме лютни. Концертная сцена The Rolling Stones этого периода выглядела как выставка образцов продукции Vox. Усилители AC30 использовались при записи большинства ранних песен группы, начиная с записанной 8 августа 1963 года Bye Bye Johnny. В композициях первого альбоме группы (записан в январе 1964 года) слышны «голоса» трёх Vox AC30 — двух «обычных» (Ричардса и Джонса) и одного басового, подключённого к акустике Vox T60.
Группа The Detours — будущая The Who — приобрела первый усилитель Vox при трагических обстоятельствах. Джон Энтвисл вспоминал в 1982 году о событиях двадцатилетней давности:

«Мы взяли ритм-гитаристом какого-то парня [Роя Эллиса], у которого водились деньги и он сумел купить себе усилитель Vox [модели AC15s]. Мы решили, что взяв его в группу, сможем попользоваться его усилителем… однажды [30 июля 1962 года] он уехал на выходные и утонул, и мы забрали его усилитель себе. Мы решили, что ему он уже не нужен… потом мы начали искать нового ритм-гитариста, и вот тогда-то я и уговорил Пита [Таунсенда] присоединиться к группе. Он поначалу отказывался, но я сказал ему, что у нас есть настоящий усилитель Vox. „Усилитель Vox? ну ладно…“ — и он согласился».
Оригинальный текст (англ.)We brought in this guy on rhythm guitar because he'd come into a little bit of money and bought himself a Vox amp and a guitar... We figured like if we had him in the group we'd be able to use his amplifier... the poor guuy went on a holiday with his fiancee and drowned, so we took over his amplifier. We figured he didn't need it any more... so eventually we started looking for a new rhythm guitarist and that's when I managed to persuade Pete to join. He didn't, however, want to join at first but I told him we had a real Vox amplifier, so he thought 'A Vox amplifier... well..' and he joined

Позже, когда группа сменила название на The Who, Дженнингс договорился и с ней — но этот рекламный контракт оказался недолговечным, и самым неудачным в истории марки Vox. Никто в компании не предполагал, что «визитной карточкой» группы станет разбивание аппаратуры гитарами. После того, как Пит Таунсенд в третий раз подряд разбил усилитель Vox, Дженнингс наотрез отказался заменять его за счёт компании и разорвал отношения с The Who. Таунсенд и Энтвисл стали постоянными клиентами Marshall; следуя их рекомендациям, Джим Маршалл создал классический форм-фактор полного «стека», ставший фактическим стандартом в мире тяжёлого рока и металла.
Так, всего за несколько лет, Vox AC30 завоевал британский рынок, а в США приобрёл репутацию «голоса» «британского вторжения». Американским же музыкантам ламповые усилители Vox были недоступны. Собранные в Дартфорде усилители продавались лишь на британском рынке, а американская компания Thomas Organ, представлявшая марку на рынке США, выпускала только транзисторную аппаратуру. Первым американским эндорсером Vox стала малоизвестная группа 1960-х годов The Brothers Grim; позже в число пользователей Vox вошли The Monkees, Tom Petty and the Heartbreakers, R.E.M. и Mars Volta.

### Банкротство JMI
В течение 1964 года спрос на усилители Vox превысил возможности фабрики в Дартфорде, где к этому времени трудились 150 человек. Компании требовалась новая производственная площадка, а денег на её обустройство у Дженнингса не было. Он принял непростое решение — продать контрольный пакет предприятия военно-промышленному конгломерату Royston Industries. Дженнингс рассчитывал, что новый акционер будет финансировать расширение JMI, но всё произошло наоборот. JMI зарабатывала больше прибыли, чем все прочие компании группы; Royston систематически изымал из JMI наличность и безвозвратно тратил её на собственный проект разработки бортовых самописцев. В 1965—1967 годы JMI продолжала создавать и выпускать новые модели, но «благодаря» менеджменту Royston её долги поставщикам непрерывно росли; тем временем набирал силу прямой конкурент JMI — компания Marshall. Её основатель Джим Маршалл объявил Дженнингсу войну и начал жёсткий ценовой демпинг.
В 1967 году акционеры с позором уволили Дженнингса; вместе с ним из компании ушёл и Денни. По словам инженера JMI Джона Орама, формальной причиной увольнения стала личная нескромность Дженнингса, имевшего слабость к дорогим автомобилям; в действительности же Дженнингс, оставаясь в душе предпринимателем-одиночкой, не смог или не захотел принять правила корпоративной игры. Новая компания Дженнингса и Денни некоторое время выпускала аппаратуру под маркой Jennings, но успеха не имела. Провалом завершился и авиационный проект Royston: конгломерат проиграл конкурс на поставку оборудования в Королевские ВВС, и в 1967 году обанкротился. Объявленная несостоятельной JMI прекратила существование; в 1968 году её производство было выкуплено бывшими менеджерами и возобновило деятельность под именем Vox Sound Equipment Limited (VSEL, позже VSL) — но в 1969 году обанкротилась и эта компания. Неудачи предпринимателей пока не сказались на репутации усилителей Vox; они, как и раньше, продолжали привлекать начинающих гитаристов. Именно в 1969 году, следуя совету Рори Галлахера, приобрёл свой первый AC30 Брайан Мэй.

### Деградация марки
В 1970 было закрыто последнее ещё действовавшее производство JMI в Ирите. Торговая марка Vox перешла в собственность кредитора VSEL — компании Birch-Stolec, которая развернула в Гастингсе производство «улучшенных» Vox AC30 — первых комбинированных AC30, предусматривавших «в базе» установку пружинного ревербератора (в полустеках Vox ревербератор впервые появился в 1964 году). Чтобы снизить себестоимость, в новых усилителях вместо навесного монтажа компонентов были применён печатный, с установкой ламповых панелек непосредственно на платы. Усилители этого поколения, производившиеся в 1970—1973 годы, оказались чрезвычайно ненадёжными: из-за систематического перегрева токопроводящие дорожки плат горели, а сами платы коробились.
В 1972 году марка Vox перешла от Birch-Stolec к британскому дистрибьютору усилителей Fender — компании Dallas Industries. Новый владелец перенёс производство в Шоберинесс и отказался от неудачных опытов с печатным монтажом: в 1974—1980 годы в AC30 применялся качественный навесной монтаж на длинных монтажных планках. Выпрямитель на кенотроне был заменён на диодный мост — это, с одной стороны, ухудшило динамику, а с другой позволило увеличить выходную мощность до 40 Вт; в остальном ламповые AC30 Dallas Industries повторяли схемотехнические решения Дика Денни. Dallas Industries выпускала под именем AC30 и транзисторные усилители. При худшем качестве звучания они всё же имели своих поклонников — например, группу Status Quo.
В 1978 году Dallas Industries, так и не сумевшая ни увеличить продажи в Великобритании, ни вернуть себе североамериканский рынок, уступила права на марку Vox компании Rose Morris — дистрибьютору Marshall в континентальной Европе. Завод в Шоберинесс продолжал выпуск AC30 до конца 1982 года, теперь — по заказу Rose Morris. По инициативе нового владельца конструкция усилителя вновь вернулась к печатному — точнее, гибридному, — монтажу: пассивные компоненты монтировались на печатных платах, лампы — на металлическом шасси. Себестоимость гибридного варианта была по-прежнему высока, качество сборки хромало. Главной же проблемой стало истощение старых запасов качественных ламп западноевропейского производства. Доступные в начале 1980-х годов лампы ECC83 отличались высоким микрофонным эффектом, а использовавшие их усилители — склонностью к самовозбуждению. Низкокачественные лампы EL84 китайского и восточноевропейского производства не выдерживали повышенного напряжения питания, свойственного всем AC30 c полупроводниковыми выпрямителями.

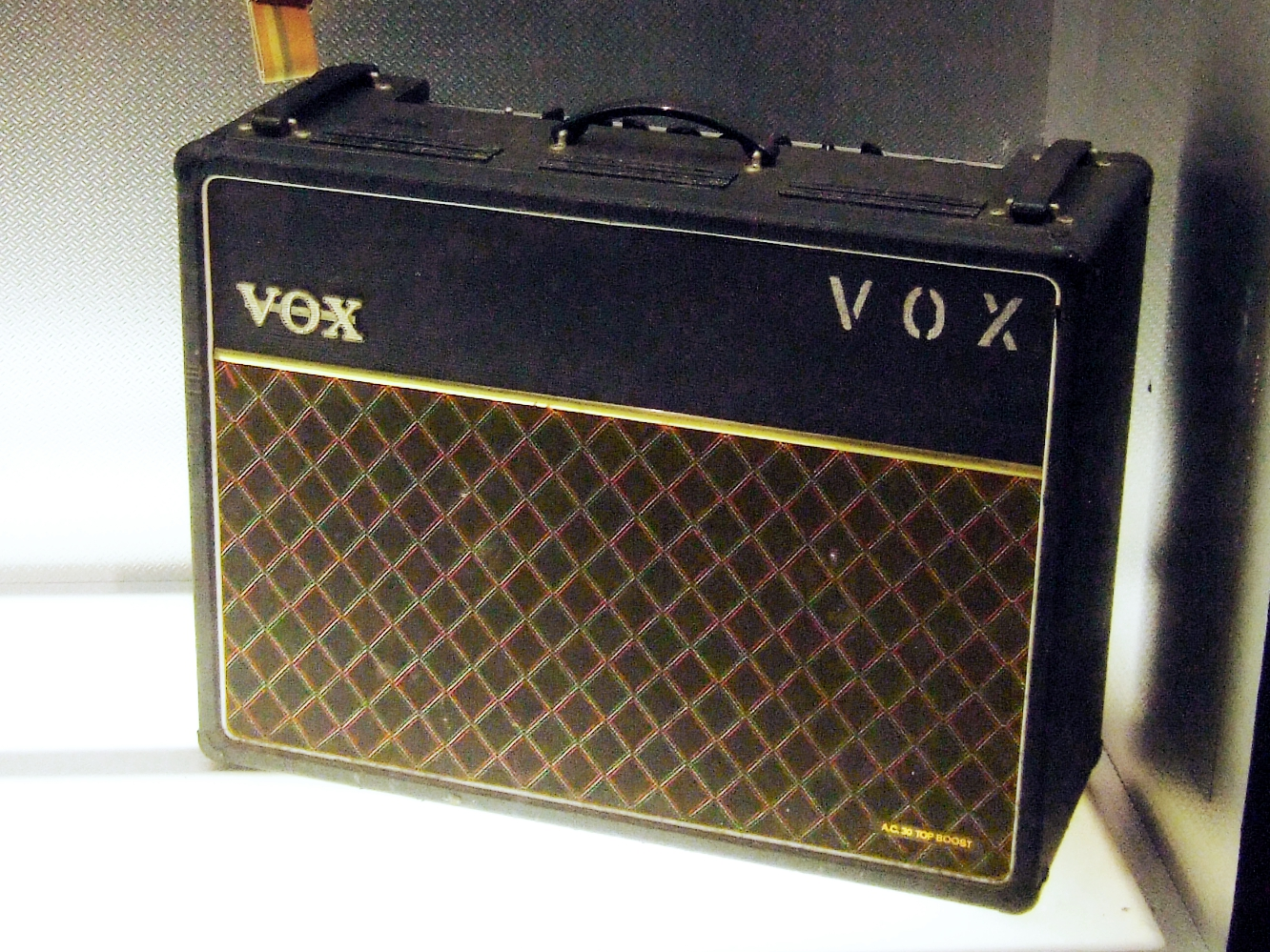
AC30 Twin Top Boost Рори Галлахера

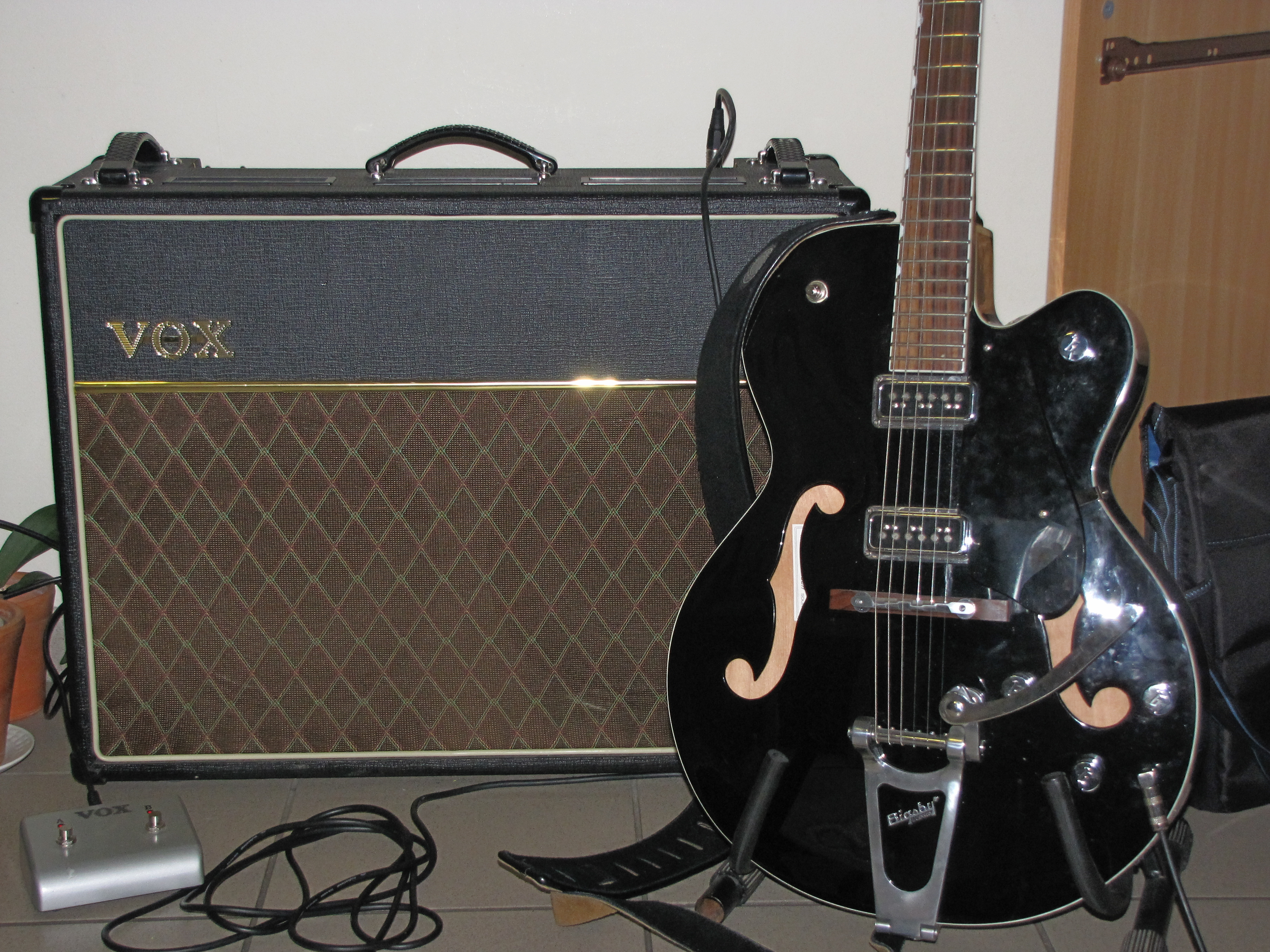
«Бюджетный» Vox AC30CC2 китайского производства, как и его предшественники, визуально повторяет дизайн начала 1960-х годов

Rose Morris поручила инженеру Marshall Кену Флеггу перепроектирование шасси AC30. Флегг перенёс лампы, ранее располагавшиеся на вертикальной панели шасси, на горизонтальную панель, а все пассивные компоненты — на общую печатную плату из одностороннего стеклотекстолита. Само шасси осталось двойным, L-образным. Флегг уменьшил коэффициент усиления каскадов предварительного усиления, что должно было уменьшить микрофонный эффект, и ограничил выходную мощность на уровне 30 Вт — чтобы безопасно использовать низкокачественные лампы китайских и восточноевропейских заводов; всё это неизбежно изменило «голос» усилителя. Разработанный Флеггом вариант Vox AC30 пошёл в серию в 1985 году и выпускался на заводе Audio Factors в Лидсе до 1988 года. На практике усилитель Флегга оказался самым неудачным в истории Vox, да и качество его сборки на заводе Audio Factors было неудовлетворительным. В 1988 году Rose Morris перенесла производство в Уэллингборо на завод Precision Electronics; год спустя Rose Morris выкупила этот завод в собственность и переименовала его в Vox Amplification plc.
Выпускавшийся с 1988 по 1993 годы в Уэллингборо Vox AC30 модели 1007 рекламировался как «возвращение к истокам», как якобы точное повторение шедевра Дика Денни. Действительно, сигнальный тракт модели 1007 повторял классическую схему середины 1960-х, но её блок питания был выполнен на полупроводниковых диодах и не порождал характерной для классических AC30 компрессии сигнала. Ревербератор, впервые в истории Vox, стал не опцией, а стандартным оборудованием базового модели. Цепи накала ламп, начиная с AC30 Limited Edition 1990 года, питались постоянным током.
Главным же отличием от всех предшествовавших моделей стало новое шасси и полностью печатный монтаж. Инженеры Precision Electronics отказались от составного L-образного шасси и заменили его единственным вертикально ориентированным «корытом». Все пассивные компоненты схемы, ламповые панельки и органы управления монтировались на общую печатную плату, крепившуюся на монтажных стойках под шасси. Надёжность нового конструктива была по-прежнему низкой из-за склонности к перегреву выходных ламп; несмотря на это, он продержался на конвейере до 2004 года. В 1991 году усилитель этого поколения стал основным концертным усилителем Пола Маккартни.

### Возрождение. Перенос производства в Китай
Летом 1992 года Rose-Morris прекратила существование. Завод в Уэллингбро был закрыт, владельцем марки Vox стала японская компания Korg, уже владевшая исключительным правом на дистрибуцию аппаратуры Marshall в США. Korg поручила спасение репутации марки, испорченной неудачными «улучшениями» Rose-Morris, тому самому Джиму Маршаллу, который некогда поспособствовал разорению JMI. Вскоре ведущий конструктор Marshall Стив Грайндрод подготовил документацию на выпуск новой, приближенной к оригиналу, модели AC30; c 1994 по 2003 год все AC30 производились на заводе Marshall в Милтон-Кинс. Модель этого периода AC30TBX приобрела репутацию лучшего Vox, выпущенного после ликвидации JMI. Десятилетие в целом оказалось для марки удачным и прибыльным, но в начале 2000-х годов производство в Великобритании стало экономически невыгодным, Marshall потерял интерес к работе на Korg, и японская компания приняла решение перенести производство Vox в Китай.
По рекомендации Грайндрода, уже плотно работавшего с китайскими промышленниками, выбор остановился на шэньчженьской фабрике компании International Audio Group. C 2004 года все усилители Vox производятся в Шэньчжэне. Korg разделила классические модели AC15 и AC30 на две параллельные линейки: в «бюджетной» линейке Custom Classics (AC30CC, AC30C2 и так далее) использовался экономичный печатный монтаж, в верхней линейке Handwired — дорогостоящий навесной монтаж. Несмотря на негативную прессу и возмущение гитаристов, китайские Vox были хорошо приняты покупателями и к 2007 году марка Vox восстановила утраченное ранее положение на рынке.

## Комментарии
1. ↑  Фактический диаметр по металлу 309 мм, диаметр монтажного отверстия 283 мм (данные продукции 2017 года)[4].
2. ↑  Встречающееся в литературе утверждение о том, что при записи «темы Джеймса Бонда» использовались усилители Vox — неверно. По воспоминаниям самого Флика, незадолго до записи его Vox AC15 упал со сцены, и ему пришлось использовать Fender Vibrolux[35]
3. ↑  Встречающееся в литературе утверждение, что один из «битлов» использовал AC15 — ошибочно. The Beatles никогда не использовали Vox AC15[43].